# Edward Dawkins
Edward Dawkins (ur. 11 lipca 1989 w Invercargill) – nowozelandzki kolarz torowy, wicemistrz olimpijski i wielokrotny medalista mistrzostw świata.

## Kariera
Pierwszy sukces w karierze Edward Dawkins osiągnął w 2005 roku, kiedy zdobył złoty medal w sprincie drużynowym na igrzyskach Oceanii w kategorii juniorów, a w keirinie i wyścigu na 1 km był trzeci. Dwa lata później był drugi w wyścigu na 1 km na mistrzostwach świata juniorów i na kolarskich mistrzostwach Oceanii w kategorii elite. W 2010 roku wziął udział w mistrzostwach świata w Kopenhadze, gdzie był piąty w sprincie drużynowym i wyścigu na 1 km, a w sprincie indywidualnym rywalizację zakończył na czternastej pozycji. W tym samym roku na igrzyskach Wspólnoty Narodów w Nowym Delhi zajął drugie miejsce w sprincie drużynowym i trzecie w wyścigu na 1 km. Ponadto na mistrzostwach świata w Melbourne w 2012 roku wspólnie z Ethanem Mitchellem i Samem Websterem zdobył brązowy medal w sprincie drużynowym. W tym samym składzie reprezentanci Nowej Zelandii zajęli drugie miejsce podczas mistrzostw świata w Mińsku w 2013 roku i pierwsze na rozgrywanych rok później mistrzostwach świata w Cali. Brał także udział w igrzyskach olimpijskich w Londynie, gdzie wraz z kolegami był piąty w sprincie drużynowym.